# Aeterni Patris (Leo XIII.)
Die Enzyklika Aeterni patris ist eine Enzyklika von Papst Leo XIII. vom 4. August 1879. Sie stellte der „falschen“ Philosophie, die Ursprung privater wie sozialer Übel sei, die „gesunde“ entgegen, die den Glaube vorbereite, seine Annahme als vernünftig erweise, ihn tiefer erfassen lasse und verteidige. Besonders geht Leo XIII. auf die Philosophie des heiligen Kirchenlehrers Thomas von Aquin ein, der das Erbe der Väter und die Philosophie der Antike aufgenommen und geistig durchdrungen habe. Die Kirche erkennt ihm einen Primat der Lehre zu. Die Enzyklika gab der Neuscholastik starke Impulse. Wichtige Berater bei der Abfassung des Textes waren Josef Kleutgen und Matteo Liberatore.